# Barbara de Reijke
B.M. (Barbara) de Reijke (Amsterdam, 1975) is een Nederlandse VVD-politica en bestuurster. Sinds 8 februari 2023 is zij burgemeester van Blaricum.

## Biografie

#### Studie en loopbaan
De Reijke begon in 1993 met een studie scheikunde aan de Universiteit van Amsterdam, maar stapte er een jaar later over naar medische biologie. Ze rondde haar studie in vier jaar af inclusief een stage in Indonesië. Tijdens haar loopbaan behaalde zij een MBA aan de Webster University.
De Reijke is werkzaam geweest in de farmaceutische industrie, bij een zorgverzekeraar en een apothekersorganisatie. Hierna is zij gestart als zelfstandig adviseur waarbij zij verschillende opdrachten heeft uitgevoerd op het gebied van de financiering van de zorg. Zij is ook manager geweest van een aantal gezondheidscentra en directeur-bestuurder van een bevalcentrum.

#### Politieke loopbaan
Namens de VVD was De Reijke van 2014 tot 2018 en in 2022 gemeenteraadslid en fractievoorzitter in Ouder-Amstel. Op 17 mei 2018 en op 14 juni 2022 werd zij er benoemd tot wethouder en 1e locoburgemeester. In haar portefeuille had zij Financiën, Ruimtelijke Ordening, Wonen, Sport en Gezondheid. Op 26 januari 2023 nam zij afscheid als wethouder van Ouder-Amstel en werd zij opgevolgd door Victor Frequin.
Op 7 december 2022 werd De Reijke door de gemeenteraad van Blaricum voorgedragen als nieuwe burgemeester. Op 24 januari 2023 werd bekendgemaakt dat zij bij koninklijk besluit is benoemd met ingang van 8 februari dat jaar. Op die dag werd zij ook beëdigd en geïnstalleerd in de Dorpskerk Blaricum.
De Reijke heeft Algemene bestuurlijke zaken, Openbare orde en veiligheid, Evenementen- en horecavergunningen, Kunst en cultuur en Agrarische zaken in haar portefeuille. Naast het burgemeesterschap is zij penningmeester van de VVD Noord-Holland, voorzitter van de Rotary Club Amsterdam Zuid-Oost en lid van de raad van toezicht van de Stichting Maatschappelijke Dienstverlening.

#### Persoonlijk
De Reijke is geboren en getogen in Amsterdam, maar is ook woonachtig geweest in Dordrecht, Amstelveen en Ouderkerk aan de Amstel. Ze is getrouwd en heeft twee kinderen.